# Unbioctium
Unbioctium ist das noch nicht nachgewiesene chemische Element mit der Ordnungszahl 128. Da von diesem Element keine natürlichen Isotope existieren, müsste es auf künstliche Weise durch Kernfusion erzeugt (synthetisiert) werden. Der Name ist vorläufig und leitet sich von der Ordnungszahl ab. Unbioctium ist möglicherweise das achte Element, das ein g-Orbital besitzt, wodurch die 5. Schale mit acht zusätzlichen Elektronen aufgefüllt würde. Im erweiterten Periodensystem gehört es zu den Transactinoiden (im „normalen“ Periodensystem ist es nicht dargestellt).

## Chemische Eigenschaften
Für das Element 128 wird nicht erwartet, dass Atome lange genug existieren, um eine Elektronenkonfiguration um den Kern zu bilden oder dass sogar chemische Bindungen entstehen. Chemische Eigenschaften sind also nicht definierbar.